# Eleidy Aparicio
Eleidy María Aparicio Serrano (Cabimas, estado Zulia; 9 de septiembre de 1983) es una presentadora de televisión, locutora, modelo y actriz venezolana. En 2003 participó en el Miss Venezuela donde fue coronada como Miss Venezuela International, y fue la representante oficial de Venezuela para el Miss Internacional 2004 desfile celebrado en Pekín, China, el 16 de octubre de 2004. Aparicio también representó a su país en el concurso de belleza Reina Mundial del Café 2004, celebrado en Houston, Estados Unidos el 31 de julio de 2004, calificó hasta el Top de las 6 Finalistas.

## Inicios
Eleidy Aparicio nació en Cabimas, estado Zulia, pero se crio en Lagunillas. Allí vivió con su mamá, papá y tres hermanos: Edwin, Eliécer y Yohanny. Se inició en el medio artístico en 1996 a los 13 años, cuando se convirtió en princesa de un concurso para niños. Dos años después ganó el Miss Teen Globe Venezuela 1999  y con ese título se llevó la corona del Miss Caribbean International 2000, demostrando sus cualidades para el modelaje.
Estudió hasta el quinto semestre de Comunicación Social en la Universidad del Zulia (LUZ), de la cual se vio en la necesidad de retirarse para poder formar parte del concurso Miss Costa Oriental en el 2003. Su participación en dicho concurso le dio la oportunidad de ingresar al mundo artístico.

## Carrera en Venevisión
Después de culminar sus compromisos internacionales como modelo, Eleidy Aparicio realizó un casting para ser animadora de una reconocida agencia de lotería en la cual quedó seleccionada. Luego estudió actuación durante dos años en la Academia de Venevisión, en la que obtuvo su primer papel en televisión en el 2007 como la Sargento Figueroa en la telenovela venezolana Aunque mal paguen del escritor Alberto Barrera Tyzka y fue trasnmitida por Venevisión en el año 2007. Tuvo un programa de radio llamado Turisteando, donde compartía locución con Luís Domingo Álvarez.
En el año 2008 Eleidy animó Horizontes de Venezuela, un programa de Producción Nacional Independiente (PNI) que era transmitido todos los domingos a las 7 de la mañana por Venevisión.
A nivel nacional se dio a conocer en sus frecuentes participaciones en los programas Súper sábado sensacional y La Guerra de los sexos. Como también sus distintas apariciones en telenovelas de Venevisión. El 14 de noviembre de 2009 se casó con el empresario Juan De Abreu en Barquisimeto y en el 2010 se dedicó a escribir una página de turismo para el Diario La Voz de Venezuela llamada Viajando con Eleidy Aparicio.
En el 2011 formó parte del elenco de la telenovela La viuda joven de Venevisión del escritor Martin Hahn, interpretando a la detective África Porras.

## Participación en concursos de belleza antes del Miss Venezuela
- Señorita Ciudad Ojeda 1998
- Miss Teen Globe de Venezuela 1999
- Miss Caribbean International Beauty of the Beach 2000
- Miss Costa Oriental del Lago 2003
- Miss Venezuela 2003 - Miss Venezuela International 2003
- Miss International 2004

## Programas de televisión
- Aunque mal paguen (2007, Venevisión) -  Sargento Porucznik Figueroa
- Horizontes de Venezuela (2008-(2009) Venevisión) - Animadora
- La viuda joven (2011, Venevisión) - África Porras